# Criotettix longinota
Criotettix longinota är en insektsart som beskrevs av Wei, S.-z., Z. Zheng och W.-a. Deng 2007. Criotettix longinota ingår i släktet Criotettix och familjen torngräshoppor. Inga underarter finns listade i Catalogue of Life.